# Bernard McConville
Bernard McConville est un scénariste américain né le 16 octobre 1887 à Denver dans le Colorado aux États-Unis, décédé le 27 décembre 1961 dans le Comté de Los Angeles en Californie.

## Filmographie
- 1915 : A Bold Impersonation
- 1916 : Let Katie Do It
- 1916 : The Missing Links
- 1916 : Going Straight (en)
- 1916 : La Conquête de l'or (en) (A Sister of Six) de Sidney Franklin
- 1916 : Children of the Feud
- 1916 : The Heiress at Coffee Dan's
- 1917 : The Rose of Blood
- 1917 : Aladin (Aladdin and the Wonderful Lamp)
- 1917 : Les Enfants dans la forêt (The Babes in the Woods)
- 1918 : The Girl with the Champagne Eyes, de Chester M. Franklin
- 1918 : The Deciding Kiss
- 1918 : That Devil, Bateese
- 1918 : Fan Fan
- 1918 : Ali Baba and the Forty Thieves
- 1919 : La Fille des monts (The Heart o' the Hills), de Sidney Franklin
- 1919 : Dans les bas-fonds (The Hoodlum), de Sidney Franklin
- 1920 : Bonnie May
- 1920 : Les Surprises d'un héritage (45 Minutes from Broadway) de Joseph De Grasse
- 1921 : La Tare (Shame) de Emmett J. Flynn
- 1921 : La Petite Baignade (The Old Swimmin' Hole) de Joseph De Grasse
- 1921 : A Connecticut Yankee in King Arthur's Court
- 1921 : Le Petit Lord Fauntleroy
- 1921 : À la manière de Roméo (Doubling for Romeo) de Clarence G. Badger
- 1921 : A Poor Relation
- 1922 : A Fool There Was
- 1922 : Monte Cristo
- 1922 : Without Compromise
- 1922 : Le Bac tragique (Quincy Adams Sawyer) de Clarence G. Badger
- 1923 : Crinoline and Romance
- 1923 : The Extra Girl
- 1924 : Les Parvenus (The Gaiety Girl) de King Baggot
- 1924 : The Rose of Paris
- 1925 : Wings of Youth
- 1925 : The Best People de Sidney Olcott
- 1926 : Volcano
- 1927 : A Texas Steer
- 1928 : The Whip
- 1928 : Vamping Venus d'Edward F. Cline
- 1932 : Cannonball Express
- 1936 : La Rivière écarlate (King of the Pecos) de Joseph Kane
- 1936 : La Chevauchée solitaire (The Lonely Trail) de Joseph Kane
- 1938 : Guet-apens dans les airs (Overland Stage Raiders) de George Sherman
- 1941 : Outlaws of the Desert
- 1943 : Cheyenne Roundup